# Yoshio Kōsaku

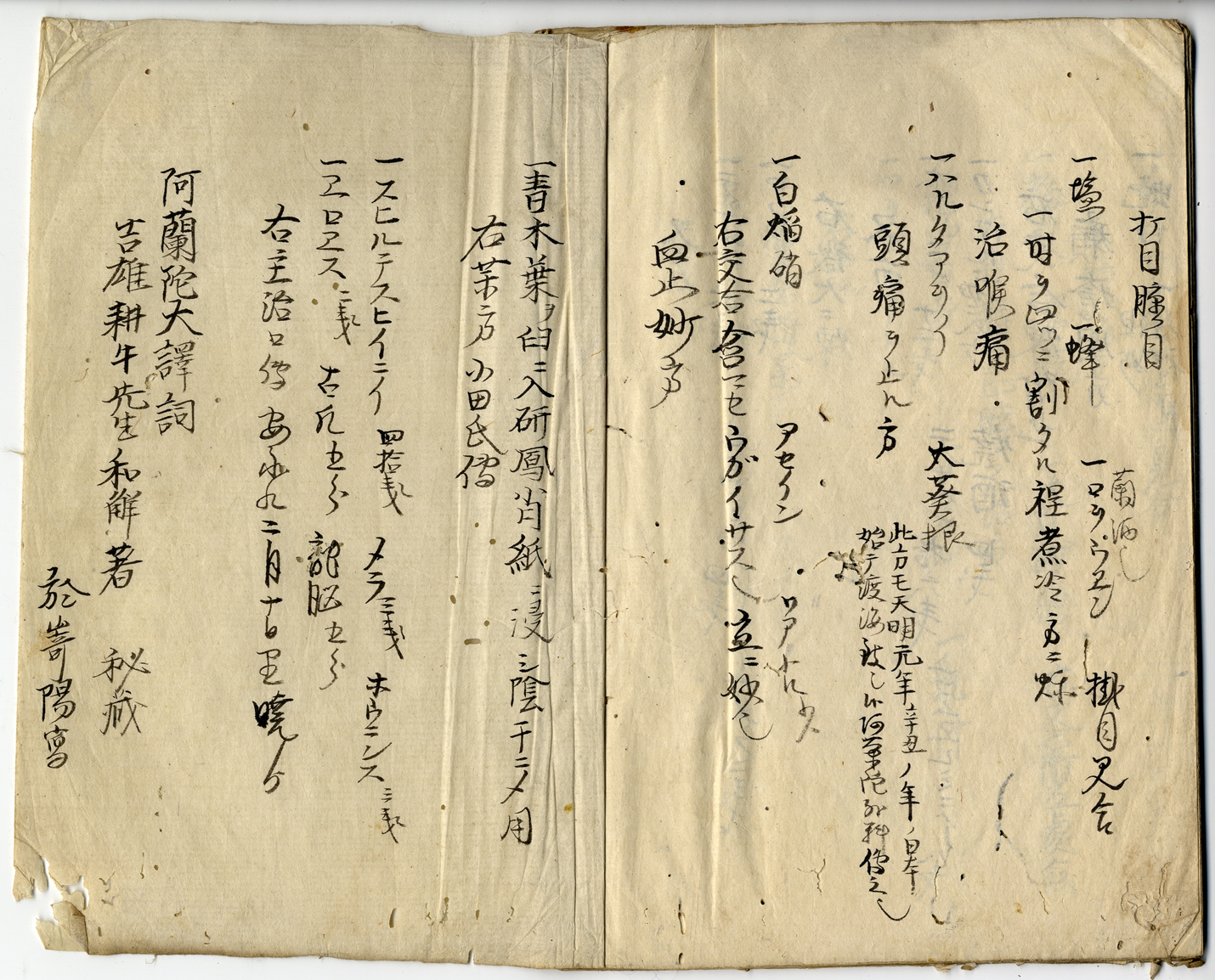
Schlussblatt von Yoshio geka-kikigaki (吉雄外科聞書). Die Schrift enthält Rezepte für Pflaster, Salben, Öle usw. Sie endet mit der Erklärung: ‚vom Holland-Seniordolmetscher, dem Lehrer Yoshio Kōgyū ins Japanische übersetzt und verfasst. In Nagasaki kopiert; Geheim halten'

Yoshio Kōsaku (吉雄 幸作), auch Yoshio Kōgyū (吉雄 耕牛); * 1724; † 4. Oktober 1800 in Nagasaki (Provinz Hizen, heute Präfektur Nagasaki); 16. April 1905 diente als Dolmetscher in der niederländischen Handelsniederlassung Dejima. Als Sammler und Gelehrter übte er einen großen Einfluss auf die Entfaltung der „Hollandkunde“ (Rangaku) im frühmodernen Japan aus.

## Leben
Kōsaku wurde als ältester Sohn von Yoshio Tōsaburō (吉雄 藤三郎) in Nagasaki geboren, das seinerzeit durch Gouverneure der Regierung verwaltet wurde und der einzige Anlauf-Hafen für chinesische und niederländische Schiffe war. Im Laufe seines Lebens benutzte er des Weiteren die Namen Sadajirō (定次郎), Kōzaemon (幸左衛門) und als schriftstellerische Namen neben Kōgyū gelegentlich auch Yōkōsai (養浩斎).
Die Sprachmittlung zwischen der Niederländischen Ostindien-Kompanie, die keine eigenen Dolmetscher ausbilden durfte, und den japanischen Behörden und Kaufleuten lag seit 1641 in den Händen weniger, vom lokalen Gouverneur bestätigter Familien. Die Geschichte der Dolmetscherfamilie Yoshio geht auf Kimotsuki Hakuzaemon (肝附 伯左衛門) zurück, der den Niederländern in der Faktorei Hirado diente und, als diese 1640 nach Nagasaki verlegt wurde, weiterhin beschäftigt blieb. Kōsaku repräsentierte die fünfte Dolmetschergeneration seiner Familie. Im 17. Jahrhundert diente die portugiesische Sprache als Hauptverständigungsmittel zwischen den Europäern und den japanischen Behörden. Gegen Ende des Jahrhunderts wuchs die Bedeutung der niederländischen Sprache. 1714 hatte der Gouverneur von Nagasaki verfügt, dass man das Portugiesische nicht mehr benötige. Kōsaku hatte von  Kindheit an Zugang zur Handelsstation, so dass er bereits über gute Sprachkenntnisse verfügte, als er 1737 seine berufliche Laufbahn im Rang eines ‚Übungsdolmetschers’ (keiko-tsūji, 稽古通詞) begann. Nach nur fünf Jahren wurde er zum ‚Junior-Dolmetscher’ (ko-tsūji, 小通詞; wörtl. Kleiner Sprachmittler) und 1748 im Alter von 25 Jahren zum ‚Groß-Dolmetscher’ (ō-tsūji, 大通詞) befördert. Dieser rasante Aufstieg, für den man gewöhnlich mehrere Jahrzehnte benötigte, spricht für eine hervorragende Sprachbeherrschung und diplomatisches Geschick im Spannungsfeld der oft konträren niederländisch-japanischen Interessen. Im Laufe seiner weiteren Karriere begleitete Yoshio elf Mal als hauptverantwortlicher ‚Edo-Dolmetscher’ (Edo-ban tsūji, 江戸番通詞) den Leiter der Handelsstation (ndl. opperhoofd) auf der sogenannten Hofreise nach Edo (heute Tokio). Auch übernahm er als ‚Jahresdolmetscher’ (nenban-tsūji, 年番通詞) wiederholt die Hauptverantwortung für eine reibungslose Kommunikation auf Dejima.
Die ‚Holland-Dolmetscher’ (oranda-tsūji) genossen einen privilegierten Zugang zu den Europäern, zu deren Waren, Büchern und Informationen. Die von der Ostindien-Kompanie jährlich eingereichten Berichte über die Vorgänge in der Welt (fūsetsugaki) wurden ebenso zum persönlichen Gebrauch kopiert wie alles, was von Bedeutung schien. Da das Amt auf die Söhne überging, sammelte sich in den Häusern der Dolmetscherfamilien eine Fülle von Materialien. Besonders das Anwesen  der Familie Yoshio (orandazashiki 阿蘭陀座敷) war gefüllt mit Raritäten aus aller Welt, und im Garten wuchsen importierte Pflanzen. Der Arzt Tachibana Nankei beschreibt in seinem Tagebuch eine europäische Badewanne, eine grün lackierte Treppe sowie in Japan noch ungebräuchliche Vorhänge und Stühle.
Yoshios Schätze und sein umfangreiches, mit hervorragenden Sprachkenntnissen gepaartes Wissen zogen Besucher aus nah und fern an, darunter nahezu alle namhaften Gelehrten der sogenannten Hollandkunde (Rangaku): Aoki Konyō, Noro Genjō, Ōtsuki Gentaku, Miura Baien, Hiraga Gennai, Hayashi Shinpei, Kamei Nanmei, Maeno Ryōtaku, Sugita Genpaku und andere mehr. Ōtsuki Gentaku zufolge bildete Yoshio in seiner privat betriebenen Schule Seishūkan (成秀館) mehr als 600 Schüler aus. 1788 besuchte der an westlicher Malerei interessierte Künstler Shiba Kōkan Yoshios Anwesen. Das bei dieser Gelegenheit entstandene Porträt des weißbärtigen Yoshio ist erhalten. Am Neujahrstag des westlichen Kalenders versammelte man sich in seinem Haus zum ‚Holland-Neujahr’ (Oranda shōgatsu). Ōtsuki Gentaku, der zu einem herausragenden Gelehrten reifte, übernahm diesen Brauch, als er Ende der achtziger Jahre in Edo seine eigene Privatschule Shirandō  (芝蘭堂) gründete.
Kōsaku, der ein starkes Interesse an Astronomie, Geographie und besonders an westlicher Medizin entwickelte, pflegte einen engen Umgang mit den Ärzten der niederländischen Faktorei. Hier sind vor allem Philipp Pieter Musculus (Japanaufenthalt: 1740–47), Doede Everts (Japanaufenthalt: 1742–45), der Breslauer George Rudolph Bauer (Japanaufenthalt: 1759–62) sowie Carl von Linnés Schüler und späterer Nachfolger an der Universität Uppsala, der Botaniker Carl Peter Thunberg (Japanaufenthalt: 1775–76) zu nennen. Durch diese Kontakte und intensive Literaturstudien akkumulierte er ein beachtliches Wissen, das als ‚Chirurgie im Stile von Yoshio’ (Yoshio-ryū geka) verbreitet wurde. Yoshios Schüler studierten die niederländische Sprache und Schrift, Diagnoseverfahren, Aderlass, Arzneimittel, Wundbehandlung, die Therapie von Geschwulsten, Knochenbrüchen und Luxationen. Seine diesbezüglichen Schriften, Übersetzungen bzw. Zusammenfassungen westlicher Fachbücher kursierten als handschriftliche Kopien (shahon) in großer Zahl. Er kannte die Arbeiten der Chirurgen Ambroise Paré, Lorenz Heister, Joseph Jakob Plenck sowie des Gynäkologen William Smellie und war nachweislich mit den Nachschlagewerken von Johann Jacob Woyt, Noël Chomel und François Halma vertraut.
Unter der Vielzahl seiner Schriften wurden einige weithin bekannt: Orandaryū kōyakuhō (和蘭流膏薬方), Seikotsu yōketsu (正骨要訣), Purenki baisōhen (布斂吉黴瘡篇) und In'eki hatsubi (因液発備, 1815 posthum gedruckt). Yoshio, der durch Thunberg die von Gerard van Swieten propagierte Therapie der Syphilis mit Quecksilber kennengelernt hatte, war der erste, der den Liquor Swietenii in Japan applizierte.
Dank seiner prominenten Position in der Dolmetscher-Hierarchie von Nagasaki war Yoshio bei allen wichtigen Vorgängen als Sprachmittler und hinter den Kulissen auch als Ratgeber  beteiligt. Er zählte zu den am besten über die Welt informierten Japanern seines Zeitalters. In der Rückschau des 19. Jahrhunderts galt die durch Sugita Genpaku, Maeno Ryōtaku und deren Gefährten vorgenommene Übersetzung der „Anatomischen Tafeln“ des Johann Adam Kulmus als entscheidender Impuls zum Aufschwung der „Hollandstudien“.  Doch war es Yoshio, der über Jahrzehnte hinweg die Grundlagen für das eigenständige Studium westlicher Medizin schuf. Nicht ohne Grund bat ihn Sugita Genpaku deshalb um ein Vorwort für ihr ‚Neues Buch der Anatomie’ (Kaitaishinsho, 1774).
Yoshio starb im Herbst 1800 nach 53 Jahren im Dienste der niederländisch-japanischen Verständigung in seinem Haus im Stadtviertel Hirado (sic) von Nagasaki und wurde im Zenrin-Tempel (Zenrin-ji, 禅林寺) unter dem postumen Namen Kanda Kōgyū (閑田 耕牛) beigesetzt.